# Marcel Dionne (homme politique canadien)
Pour l’article homonyme, voir Dionne.
Marcel Dionne (21 novembre 1931 - 3 mars 1998) est un homme d'affaires et homme politique fédéral du Québec.

## Biographie
Né à Saint-Victor-de-Tring dans la région du Chaudière-Appalaches, il devient député du Parti libéral du Canada dans la circonscription fédérale de Chicoutimi en 1979. Réélu en 1980, il est défait par le progressiste-conservateur André Harvey en 1984.
Durant son passage à la Chambre des communes, il est secrétaire parlementaire du ministre de l'Agriculture de 1982 à 1984.